# Anthony Laup
Anthony Laup, né le 23 octobre 1982 au Havre, est un footballeur français évoluant au CSSM Le Havre.

## Biographie
Né au Havre et d'ascendance réunionnaise, il intègre tout jeune le centre de formation du Havre AC, avec lequel il fera ses classes jusqu’à sa dernière année en 2003, au bout de laquelle le club ne lui propose pas de contrat professionnel. Durant ces années havraise, il côtoie des joueurs tels que Souleymane Diawara, Carlos Kameni, Mamadou Niang, Julien Faubert, Pascal Chimbonda, Steve Mandanda, Anthony Le Tallec, Nicolas Douchez ou encore Florent Sinama-Pongolle.
En 2004 il signe un contrat avec l'USL Dunkerque, club de CFA. En 2007, il est repéré par l'US Quevilly, club ambitieux de la banlieue de Rouen lui aussi pensionnaire de CFA.
Il accède en 2011 au championnat de  National, après que son club a terminé premier de son groupe de CFA.
Lors de l'édition 2010 de la coupe de France, après un parcours exceptionnel en ayant éliminé trois clubs professionnels, son équipe parvient en demi-finale de la compétition, mais est défait par le Paris Saint-Germain par un but à zéro au stade Michel-d'Ornano de Caen.
En 2012, lors de cette même compétition, l'équipe brille encore et Anthony Laup est l'un des grands artisans de la campagne victorieuse qui amène son équipe jusqu'en finale au stade de France. Il inscrit notamment le second but de Quevilly, synonyme de victoire et de qualification, en demi-finale contre le Stade rennais au bout du temps additionnel de la seconde période. L'US Quevilly est alors battu par l'Olympique lyonnais lors de cette finale par un but à zéro. Au cours de ce match, il réalise un superbe tir qui aurait permis l'égalisation mais Hugo Lloris réalise une superbe parade en détournant le ballon sur la barre.
Le 21 mai 2012, il s'engage pour une durée de deux ans avec l'US Orléans, avec pour ambition une montée rapide en Ligue 2. Mais douze mois plus tard, c'est l'AS Beauvais, pensionnaire de CFA, avec qui Laup veut briller. Il jouera ensuite au FC Rouen, puis à Gonfreville l'Orcher. Lors de la saison 2019/2020, il participe au beau parcours de l'ESM Gonfreville en Coupe de France, qui atteint les seizièmes de finale avant d'être éliminé par le LOSC.

## Palmarès
- Vainqueur du groupe A de CFA en 2011 avec l'US Quevilly
- Finaliste de la Coupe de France 2012 avec l'US Quevilly